# Psara emphatica
Psara emphatica là một loài bướm đêm trong họ Crambidae.